# 9012Live: The Solos
9012Live: The Solos — музичний альбом гурту Yes. Виданий  1985 року лейблом Atco. Загальна тривалість композицій становить 33:55. Альбом відносять до напрямку поп-рок. 

## Список пісень
1. «Hold On» — 6:44
2. «Si» — 2:31
3. «Solly's Beard» — 4:45
4. «Soon» — 2:08
5. «Changes» — 6:58
6. «Amazing Grace» — 2:14
7. «Whitefish» — 8:33